# Charlie pielęgniarzem
Charlie pielęgnierzem (ang. His New Profession) – amerykański film niemy z 1914 roku, w reżyserii Charliego Chaplina.

## Obsada
- Charlie Chaplin – Charlie
- Jess Dandy – Wujek
- Charley Chase – Siostrzeniec
- Cecile Arnold – Dziewczyna
- Harry McCoy – Policjant
- Roscoe Arbuckle – Barman